# Glande sublinguale

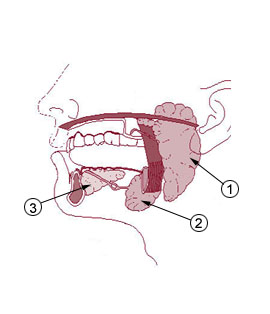
1 Parotide
2 glande submandibulaire
3 glande sublinguale

La glande sublinguale est la plus petite des glandes salivaires majeures (2 à 3 g), elle est constituée d'un amas allongé et aplati d'une vingtaine de lobules glandulaires. Située sous la membrane muqueuse des replis de la fosse sublinguale, elle repose sur le muscle mylo-hyoïdien. Elle possède de nombreux conduits (8 à 20), dont le principal est le canal de Rivinus.

## Anatomie

### Localisation
Les glandes sublinguales (paire) se situent entre la langue et la mandibule, au-dessus et en avant de la glande sous-maxillaire, à la face interne de la mandibule.

### Rapports
la glande sublinguale a des rapports avec la mandibule en latéral, les muscles génioglosse et hyo-glosse en médial. On retrouve la muqueuse du plancher buccal supérieurement et le muscle mylo-hyoïdien inférieurement.
Il existe entre la langue et la glande sublinguale des rapports avec le nerf lingual, canal de Wharton et le nerf hypoglosse (antérieurement).

## Histologie
La glande sublinguale est entourée par une capsule conjonctive qui envoie des cloisons délimitant des lobules. Elle est essentiellement muqueuse et présente ainsi une prédominances d'acini muqueux. Les sécrétions s'évacuent par les canaux intercalaires qui se poursuivent par des canaux striés avant de se jeter dans des canaux inter-lobulaires qui rejoignent in fine le canal collecteur de Rivinus.

## Fonction
Elle participe avec la glande parotide, la glande submandibulaire et les glandes salivaires accessoires à la formation de la salive.